# Pływanie na Letnich Igrzyskach Olimpijskich 1948 – 100 m stylem grzbietowym mężczyzn
100 m stylem grzbietowym mężczyzn – jedna z konkurencji pływackich rozgrywanych podczas XIV Igrzysk Olimpijskich w Londynie. Eliminacje odbyły się 4 sierpnia, półfinały 5 sierpnia, a finał 6 sierpnia 1948 roku.
Faworytem do złotego medalu był Amerykanin Allen Stack, który jeszcze przed igrzyskami pobił 12-letni rekord świata swojego rodaka Adolpha Kiefera. Stack potwierdził swoją dobrą formę wygrywając w finale z czasem 1:06,4. Srebro, ze stratą zaledwie 0,1 s do Stack'a, zdobył Bob Cowell ze Stanów Zjednoczonych. Brązowy medal wywalczył reprezentant Francji Georges Vallerey Jr., uzyskując czas 1:07,8.

## Rekordy
Przed zawodami rekord świata i rekord olimpijski wyglądały następująco:
| Rekord            | Zawodnik      | Czas   | Miejsce   | Data             | Źr.   |
| ----------------- | ------------- | ------ | --------- | ---------------- | ----- |
| Rekord świata     | Allen Stack   | 1:04,0 | New Haven | 23 czerwca 1948  | [ 1 ] |
| Rekord olimpijski | Adolph Kiefer | 1:05,9 | Berlin    | 14 sierpnia 1936 | [ 2 ] |

## Wyniki

### Eliminacje
Do półfinałów zakwalifikowało się dwóch najlepszych pływaków z każdego wyścigu oraz pozostałych czterech zawodników z najlepszymi czasami.

#### Wyścig eliminacyjny 1
| Miejsce | Zawodnik           | Państwo           | Czas   | Uwagi |
| ------- | ------------------ | ----------------- | ------ | ----- |
| 1.      | Jackie Wiid        | Południowa Afryka | 1:08,5 | Q     |
| 2.      | Kees Kievit        | Holandia          | 1:10,8 | Q     |
| 3.      | José Vegazzi       | Argentyna         | 1:13,8 |       |
| 4.      | Francisco Calamita | Hiszpania         | 1:14,2 |       |
| 5.      | Eric Jubb          | Kanada            | 1:14,3 |       |
| 6.      | Per-Olof Olsson    | Szwecja           | 1:14,6 |       |
| 7.      | Khamlillal Shah    | Indie             | 1:19,9 |       |

#### Wyścig eliminacyjny 2
| Miejsce | Zawodnik           | Państwo        | Czas   | Uwagi |
| ------- | ------------------ | -------------- | ------ | ----- |
| 1.      | Bruce Bourke       | Australia      | 1:11,3 | Q     |
| 2.      | Ilo da Fonseca     | Brazylia       | 1:11,9 | Q     |
| 3.      | Jiří Kovář         | Czechosłowacja | 1:12,9 |       |
| 4.      | Carlos Noriega     | Urugwaj        | 1:15,0 |       |
| 5.      | Martin Lundén      | Szwecja        | 1:15,6 |       |
| 6.      | Tonatiuh Gutiérrez | Meksyk         | 1:15,6 |       |
| 7.      | Jaffar Ali Shah    | Pakistan       | 1:30,2 |       |

#### Wyścig eliminacyjny 3
| Miejsce | Zawodnik              | Państwo         | Czas   | Uwagi |
| ------- | --------------------- | --------------- | ------ | ----- |
| 1.      | John Brockway         | Wielka Brytania | 1:09,2 | Q     |
| 2.      | Mario Chávez          | Argentyna       | 1:09,7 | Q     |
| 3.      | Clemente Mejía        | Meksyk          | 1:09,8 | q     |
| 4.      | Lucien Zins           | Francja         | 1:10,9 | q     |
| 5.      | Mário Simas           | Portugalia      | 1:12,8 |       |
| 6.      | Fritz Zwazl           | Austria         | 1:13,5 |       |
| 7.      | Nikolaos Melanofeidis | Grecja          | 1:22,0 |       |

#### Wyścig eliminacyjny 4
| Miejsce | Zawodnik      | Państwo           | Czas   | Uwagi |
| ------- | ------------- | ----------------- | ------ | ----- |
| 1.      | Allen Stack   | Stany Zjednoczone | 1:06,6 | Q     |
| 2.      | Bert Kinnear  | Wielka Brytania   | 1:09,7 | Q     |
| 3.      | Paulo Silva   | Brazylia          | 1:10,0 | q     |
| 4.      | Tony Summers  | Wielka Brytania   | 1:11,2 |       |
| 5.      | Gyula Válent  | Węgry             | 1:11,8 |       |
| 6.      | Manuel Guerra | Austria           | 1:14,8 |       |
| 7.      | Prahtip Mitra | Indie             | 1:24,5 |       |

#### Wyścig eliminacyjny 5
| Miejsce | Zawodnik             | Państwo           | Czas   | Uwagi |
| ------- | -------------------- | ----------------- | ------ | ----- |
| 1.      | Bob Cowell           | Stany Zjednoczone | 1:06,9 | Q     |
| 2.      | René Pirolley        | Francja           | 1:11,4 | Q     |
| 3.      | Donald Shanks        | Bermudy           | 1:17,1 |       |
| 4.      | Dorri El-Said        | Królestwo Egiptu  | 1:19,0 |       |
| 5.      | Guðmundur Ingólfsson | Islandia          | 1:19,4 |       |

#### Wyścig eliminacyjny 6
| Miejsce | Zawodnik             | Państwo           | Czas   | Uwagi |
| ------- | -------------------- | ----------------- | ------ | ----- |
| 1.      | Georges Vallerey Jr. | Francja           | 1:07,4 | Q     |
| 2.      | Howard Patterson     | Stany Zjednoczone | 1:09,3 | Q     |
| 3.      | Hélio Silva          | Brazylia          | 1:10,5 | q     |
| 4.      | Federico Neumayer    | Argentyna         | 1:10,8 |       |
| 5.      | Peter Mingie         | Kanada            | 1:13,2 |       |
| 6.      | Hans Blumer          | Szwajcaria        | 1:18,5 |       |

### Półfinały
Do finału zakwalifikowało się trzech najlepszych pływaków z każdego wyścigu oraz pozostałych dwóch zawodników z najlepszymi czasami.

#### Półfinał 1
| Miejsce | Zawodnik             | Państwo           | Czas   | Uwagi |
| ------- | -------------------- | ----------------- | ------ | ----- |
| 1.      | Allen Stack          | Stany Zjednoczone | 1:07,3 | Q     |
| 2.      | Georges Vallerey Jr. | Francja           | 1:08,3 | Q     |
| 3.      | John Brockway        | Wielka Brytania   | 1:09,1 | Q     |
| 4.      | Clemente Mejía       | Meksyk            | 1:09,6 | q     |
| 5.      | Mario Chávez         | Argentyna         | 1:09,8 | q     |
| 6.      | Paulo Silva          | Brazylia          | 1:09,8 |       |
| 7.      | Kees Kievit          | Holandia          | 1:11,3 |       |
| 8.      | Bruce Bourke         | Australia         | 1:11,4 |       |

#### Półfinał 2
| Miejsce | Zawodnik         | Państwo           | Czas   | Uwagi |
| ------- | ---------------- | ----------------- | ------ | ----- |
| 1.      | Bob Cowell       | Stany Zjednoczone | 1:08,5 | Q     |
| 2.      | Bert Kinnear     | Wielka Brytania   | 1:09,2 | Q     |
| 3.      | Jackie Wiid      | Południowa Afryka | 1:09,2 | Q     |
| 4.      | Howard Patterson | Stany Zjednoczone | 1:09,9 |       |
| 5.      | Hélio Silva      | Brazylia          | 1:10,1 |       |
| 6.      | Lucien Zins      | Francja           | 1:11,5 |       |
| 7.      | Ilo da Fonseca   | Brazylia          | 1:11,6 |       |
| 8.      | René Pirolley    | Francja           | 1:12,9 |       |

### Finał
| Miejsce | Zawodnik             | Państwo           | Czas   | Uwagi |
| ------- | -------------------- | ----------------- | ------ | ----- |
| 1. !    | Allen Stack          | Stany Zjednoczone | 1:06,4 |       |
| 2. !    | Bob Cowell           | Stany Zjednoczone | 1:06,5 |       |
| 3. !    | Georges Vallerey Jr. | Francja           | 1:07,8 |       |
| 4.      | Mario Chávez         | Argentyna         | 1:09,0 |       |
| 4.      | Clemente Mejía       | Meksyk            | 1:09,0 |       |
| 6.      | Jackie Wiid          | Południowa Afryka | 1:09,1 |       |
| 7.      | John Brockway        | Wielka Brytania   | 1:09,2 |       |
| 8.      | Bert Kinnear         | Wielka Brytania   | 1:09,6 |       |